# Agia Sofiastadion
Het Agia Sofiastadion (Grieks: Γήπεδο Αγιά Σοφιά, Gípedo Agiá Sofiá), ook bekend onder de sponsornaam OPAP Arena, is een stadion in Nea Filadelfeia, een wijk in het noordwesten van de Griekse hoofdstad Athene. Het stadion wordt voornamelijk gebruikt voor de thuiswedstrijden van voetbalclub AEK Athene en herbergt 32.500 toeschouwers. Het stadion werd geopend in 2022 en is het op een na grootste stadion van Griekenland, achter het Olympisch Stadion Spyridon Louis.

## Bouwgeschiedenis
Het voormalige onderkomen van AEK Athene in Nea Filadelfeia, het Nikos Goumasstadion, raakte in 1999 beschadigd bij een aardbeving. Dat stadion was al sinds 1930 de thuishaven van de club. De club speelde uiteindelijk nog tot 2003 in het stadion voordat het gesloopt werd. Hierna verhuisde AEK naar het Spyridon Louis. Plannen voor een nieuw stadion waren er wel al, maar door bezwaren van lokale bewoners en administratieve fouten werden de plannen pas in september 2013 gepresenteerd. De oorspronkelijke plannen omvatten een stadion met sporthal of winkelcentrum, maar deze vervielen in de uiteindelijk gepresenteerde plannen. De bouw begon uiteindelijk in 2017 en kwam meer dan vijf jaar later, opnieuw vertraagd door onder andere de coronapandemie, gereed in september 2022. De eerste wedstrijd in het stadion was een competitiewedstrijd tussen AEK Athene en Ionikos (4–1).
In 2022 verkreeg het commerciële gokbedrijf OPAP de naamrechten van het stadion.

## Eigenschappen
Het stadion is ontworpen door Athanassios Kyratsous en hint naar architectuur uit de Griekse oudheid. Voor de aanleg van een paviljoenplein bij de zuidingang is een tunnel gerealiseerd voor de doorgaande weg die er lag. Op dit plein staat een standbeeld van een tweekoppige adelaar, verwijzend naar het logo van AEK. In de vier hoeken van het stadion zijn torens gebouwd die het dak dragen. Het dak is uitgerust met schijnwerpers en installaties waaraan twee LED-schermen achter de goals opgehangen zijn. Het stadion telt 40 skyboxen, voornamelijk aan de oostzijde. De kleuren van de stoelen op de tribunes zijn geel en zwart, de clubkleuren van AEK. 

## Finales
|   | Datum       | Wedstrijd               | Uitslag      | Competitie                                | Toeschouwers |
| - | ----------- | ----------------------- | ------------ | ----------------------------------------- | ------------ |
| 1 | 29 mei 2024 | Olympiakos – Fiorentina | 1 – 0 (n.v.) | Finale UEFA Europa Conference League 2024 | 26.842       |

## Interlands
Vanaf 2023 speelt het Grieks nationaal voetbalelftal haar wedstrijden in het stadion.
| Voetbalinterlands | Voetbalinterlands | Voetbalinterlands        | Voetbalinterlands | Voetbalinterlands               | Voetbalinterlands |
| №                 | Datum             | Wedstrijd                | Uitslag           | Competitie                      | Toeschouwers      |
| ----------------- | ----------------- | ------------------------ | ----------------- | ------------------------------- | ----------------- |
| 1                 | 27 maart 2023     | Griekenland – Litouwen   | 0 – 0             | Vriendschappelijk               | 11.950            |
| 2                 | 16 juni 2023      | Griekenland – Ierland    | 2 – 1             | EK 2024 kwalificatie            | 17.452            |
| 3                 | 10 september 2023 | Griekenland – Gibraltar  | 5 – 0             | EK 2024 kwalificatie            | 9.774             |
| 4                 | 16 oktober 2023   | Griekenland – Nederland  | 0 – 1             | EK 2024 kwalificatie            | 24.967            |
| 5                 | 21 november 2023  | Griekenland – Frankrijk  | 2 – 2             | EK 2024 kwalificatie            | 24.820            |
| 6                 | 21 maart 2024     | Griekenland – Kazachstan | 5 – 0             | EK 2024 kwalificatie            | 25.200            |
| 7                 | 7 september 2024  | Griekenland – Finland    | 3 – 0             | UEFA Nations League 2024/25 (B) | 17.293            |